# Denver (Iowa)
Denver es una ciudad situada en el condado de Bremer, en el estado de Iowa, Estados Unidos. Según el censo de 2010 tenía una población de 1.780 habitantes.

## Geografía
Según la Oficina del Censo de los Estados Unidos, la localidad tiene un área total de 4,28 km², de los cuales 4,24 km² corresponden a tierra firme y el restante 0,04 km² a agua, que representa el 0,93% de la superficie total de la localidad.

## Demografía
Según el censo de 2010, había 1.780 personas residiendo en la localidad. La densidad de población era de 415,89 hab./km². Había 731 viviendas con una densidad media de 170,79 viviendas/km². El 98,82% de los habitantes eran blancos, el 0,11% afroamericanos, el 0,06% amerindios, el 0,28% asiáticos, el 0,28% de otras razas, y el 0,45% pertenecía a dos o más razas. El 0,56% de la población eran hispanos o latinos de cualquier raza.